# Седьмая авеню (Нью-Йоркское метро)
| Верхний ярус |
| E · B · D    |
| E            |
|              |
|              |
| B · D        |

| E     |
|       |
|       |
| B · D |

| Нижний ярус |
| E · B · D   |
| E           |
|             |
|             |
| B · D       |

| E     |
|       |
|       |
| B · D |

| Верхний ярус |
| E · B · D    |
| E            |
|              |
|              |
| B · D        |

| E     |
|       |
|       |
| B · D |

| Нижний ярус |
| E · B · D   |
| E           |
|             |
|             |
| B · D       |

| E     |
|       |
|       |
| B · D |

«Седьмая авеню» (англ. Seventh Avenue) — станция Нью-Йоркского метрополитена, расположенная на линиях Шестой авеню, Ай-эн-ди, и Куинс-бульвара, Ай-эн-ди. Находится в Манхэттене, на пересечении 7-й авеню и 53-й улицы. Станция двухуровневая, на каждом уровне находятся два пути и одна островная платформа между ними. Платформы расположены друг под другом. На станции останавливаются маршруты: B (в будни днём и вечером до 23:00), D (круглосуточно) и E (круглосуточно). С северной стороны островных платформ на обоих уровнях станции проходят поезда маршрута E, а с южной — маршрутов B и D (на верхнем уровне на Манхэттен, а на нижнем на Куинс и Бронкс). Таким образом, на станции можно совершать кросс-платформенную пересадку. С западного конца станции проходит линия Бродвея, но на ней в этом месте станций нет (до обеих ближайших — по 4 квартала).
Через станцию проходят две линии, не имеющие рельсового соединения, хотя по карте, изображающей различные уровни в одной плоскости, это может быть не очевидно. Поезд, пришедший на станцию с востока с линии Куинс-бульвара, может после станции повернуть только налево, а поезд, пришедший с востока с линии Шестой авеню, только направо.
Эта станция не единственная, имеющая название Седьмая авеню. Ещё две станции с таким названием расположены в Бруклине. Станции обслуживают не одну Седьмую авеню, а две одноимённых улицы в двух разных боро. Через одну из тех двух станций проходит маршрут B, проходящий и здесь.